# Chiara Vigo
Pour les articles homonymes, voir Vigo.

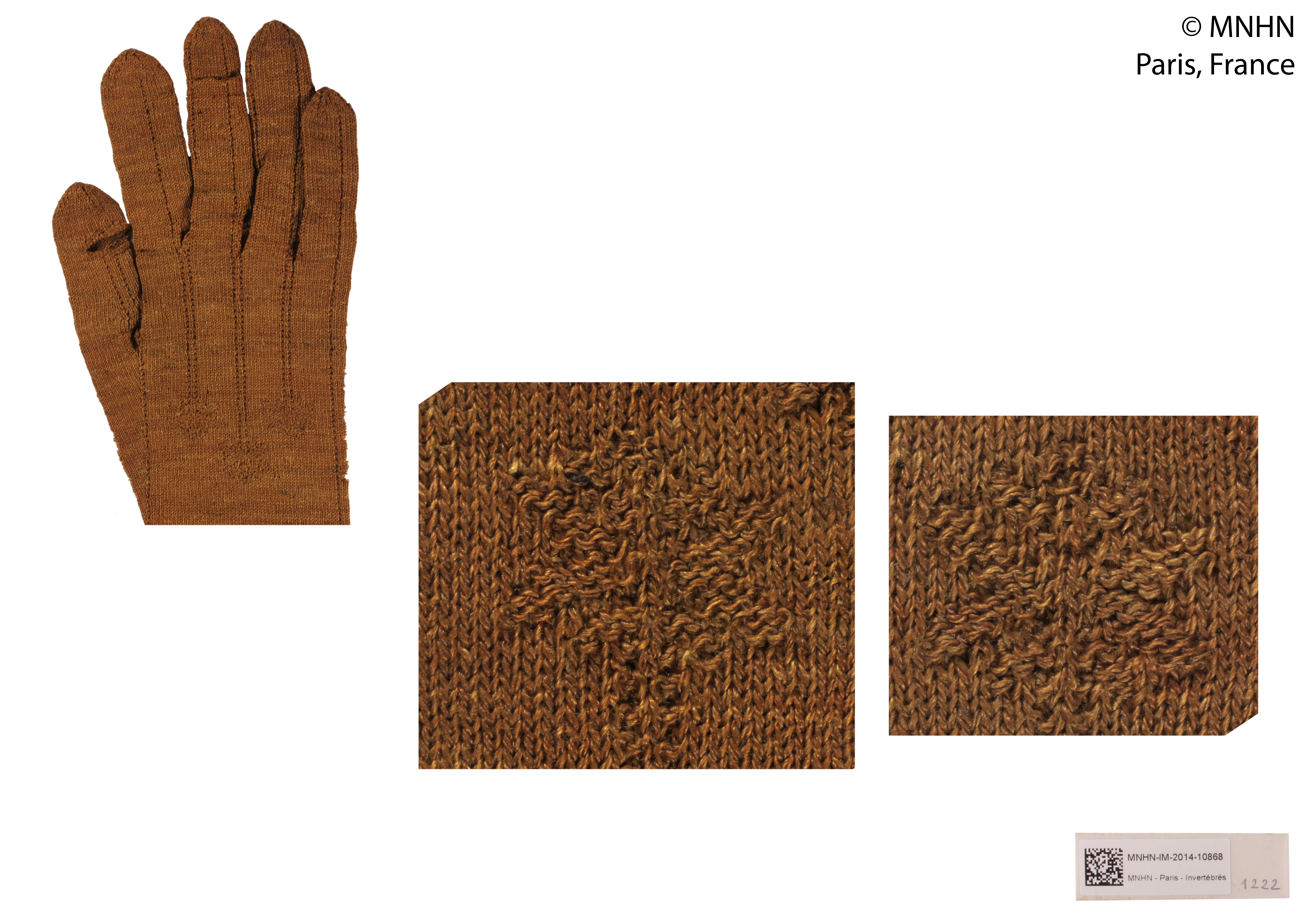
Exemple d'article en byssus de nacre

Chiara Vigo est une tisseuse sarde, spécialisée dans l'art du tissage de byssus. Elle a ouvert, avec l'aide de locaux, le musée-atelier de l'art de la soie de mer à Sant'Antioco, dans le but de sauvegarder son métier.
La Grande nacre, le mollusque à l'origine de la soie de mer, étant en voie d'extinction dans la Méditerranée, il ne reste plus, au début du XXIe siècle, que quelques femmes maîtrisant les techniques permettant d'en filer la soie.

## Biographie
Chiara Vigo naît d'une mère obstétricienne. Son père meurt alors qu'elle a huit ans, et c'est sa grand-mère qui lui transmet l'art de travailler avec la soie de mer. Le processus, très long, nécessite beaucoup de patience, et le résultat n'est pas à vendre. Vigo elle-même vit de la retraite de son mari, mineur, et de dons.   